# Cork City (kiesdistrict)
Cork City is een voormalig kiesdistrict in de Republiek Ierland voor de verkiezingen van Dáil Éireann, het lagerhuis van het Ierse parlement. Het district omvatte het grootste deel van de stad Cork. Het werd ingesteld voor de verkiezingen van 1977 en koos 5 leden voor de Dáil. Het heeft slechts eenmaal dienst gedaan.
In 1981 werd het gesplitst in North Central en South Central.
Bij de verkiezingen in 1977 haalde Fianna Fáil 3 van de 5 zetels, waaronder de zetel van de toenmalige partijleider Jack Lynch. Ne die verkiezingen zou Lynch Taoiseach worden. Een zetel ging naar Labour en de vijfde zetel was voor Peter Barry van Fine Gael, die voorafgaand aan de verkiezingen minister van onderwijs was in het kabinet van Garret FitzGerald.